# Josef Popelka (šlechtický správce)
Josef Popelka (13. září 1890 Pěnčín – 17. května 1937 Brno) byl lesník, český manažer, ředitel statků.
Narodil se do rodiny rolníka Josefa Popelky a Jozefy Popelkové (roz. Mlčochové). Byl absolventem Revírnické školy (1910) a Vyššího ústavu lesnického (1912) v Písku. Zastával místo centrálního ředitele velkostatků Pállfyho ve Smolenici. Jsou záznamy o jeho působení na zámku ve Slavkově u Brna, kdy jednání s ním zmiňuje Jaroslav Gregor. Působil také jako správce velkostatku Bílovice rodiny Logothetti. Byl členem Napoleonské společnosti; pozdější Společnosti přátel Francie "Napoleon". V roce 1936 obdržel Řád za zásluhy v zemědělství (Ordre du Mérite agricole) od francouzské vlády (ve stupni rytíř).
Jeho strýc (bratr otce), Jan Popelka (1859–1930),  byl olomoucký podnikatel v oblasti řeznictví. Josef Popelka byl otcem chemika a vynálezce Milana Popelky (1922–2011), autora mnoha patentů v oblasti chemie. Pohřben byl v Pěnčíně.